# Distretto di Na Khu
Il distretto di Na Khu (in thailandese: นาคู) è un distretto (amphoe) della Thailandia, situato nella provincia di Kalasin.